# Boarmia bisinuata
Boarmia bisinuata là một loài bướm đêm trong họ Geometridae.